# Pneumatopteris medlerae
Pneumatopteris medlerae är en kärrbräkenväxtart som beskrevs av W.N.Takeuchi. Pneumatopteris medlerae ingår i släktet Pneumatopteris och familjen Thelypteridaceae. Inga underarter finns listade.